# Apothekerwiese
Die Apothekerwiese ist ein flächenhaftes Naturdenkmal und Feuchtgebiet auf dem Gebiet des Reutlinger Stadtteils Gönningen im Landkreis Reutlingen in Baden-Württemberg.

## Kenndaten
Das Naturdenkmal wurde mit Verordnung vom 1. Juni 1999 unter dem Namen Feuchtgebiet und Wiese „Apothekerwiese“ ausgewiesen.

## Lage und Beschreibung
Das Naturdenkmal liegt westlich von Gönningen auf der Schwäbischen Alb. Es ist ein Wiesenbereich an einem unteren südwestexponierten Hang auf mäßig feuchtem Standort.
Es handelt sich hier um einen wertvollen kombinierten Lebensraum für zahlreiche Tier- und Pflanzenarten: zum einen setzt sich die Fläche aus einem Nasswiesenbereich zusammen, in dem beispielsweise Sumpfwurz und Mücken-Händelwurz vorkommen. Dieser Wiesenbereich wird umgangssprachlich „Apothekerwiese“ genannt. Ferner gliedert sich eine artenreiche Blumenwiese an, welche viele Schmetterlingsarten beherbergt.

## Flora und Fauna
Laut Biotopkartierung kommen die folgenden Arten im Gebiet vor: 
Wiesen-Kerbel, Gewöhnlicher Glatthafer, Wiesen-Flockenblume, Wiesen-Pippau, Knäuelgräser, Wiesen-Schwingel, Weißes Labkraut, Wiesen-Storchschnabel, Bach-Nelkenwurz, Wolliges Honiggras, Acker-Witwenblume, Fettwiesen-Margerite, Wiesen-Rispengras, Zottiger Klappertopf, Wiesensalbei, Wiesen-Bocksbart.
Laut Beschreibung in der Schutzgebietsverordnung sollen im Gebiet die Orchideenarten Sumpfwurz und Mücken-Händelwurz vorkommen. In der Biotopkartierung werden diese Orchideen jedoch nicht genannt.